# آلي سكوت
آلي سكوت (بالإنجليزية: Ally Scott)‏ (26 أغسطس 1950 بغلاسكو في المملكة المتحدة - ) هو لاعب كرة قدم بريطاني في مركز الهجوم. لعب مع كوين أوف ساوث ونادي بارتيك ثيسل ونادي رينجرز ونادي هيبرنيان ونادي ستيرلينغشير الشرقية ونادي كوينز بارك ونادي غرينوك مورتون.

## وصلات خارجية
- آلي سكوت على موقع قاعدة بيانات كرة القدم.إي يو (الإنجليزية)